# Албацано (Парма)
Албацано (итал. Albazzano) је насеље у Италији у округу Парма, региону Емилија-Ромања.
Према процени из 2011. у насељу је живело 24 становника. Насеље се налази на надморској висини од 586 м.